# 博纳克 (康塔尔省)
博纳克（法語：Bonnac，法語發音：[bɔnak]）是法国康塔尔省的一个市镇，属于圣弗卢尔区。

## 地理
博纳克（45°12'28"N, 3°9'30"E）面积22.6 平方千米，位于法国奥弗涅-罗讷-阿尔卑斯大区康塔爾省，该省份为法国中南部省份，位于法國中央高原中心，北起科雷兹省、上盧瓦爾省和多姆山省，西接洛特省和科雷兹省，南至阿韦龙省和洛特省，东临上盧瓦爾省和洛泽尔省。
与博纳克接壤的市镇（或旧市镇、城区）包括：费里耶尔-圣玛丽、马西亚克、莫隆皮兹、佩吕斯、圣马里勒普兰、圣蓬西、沙尔芒萨克。

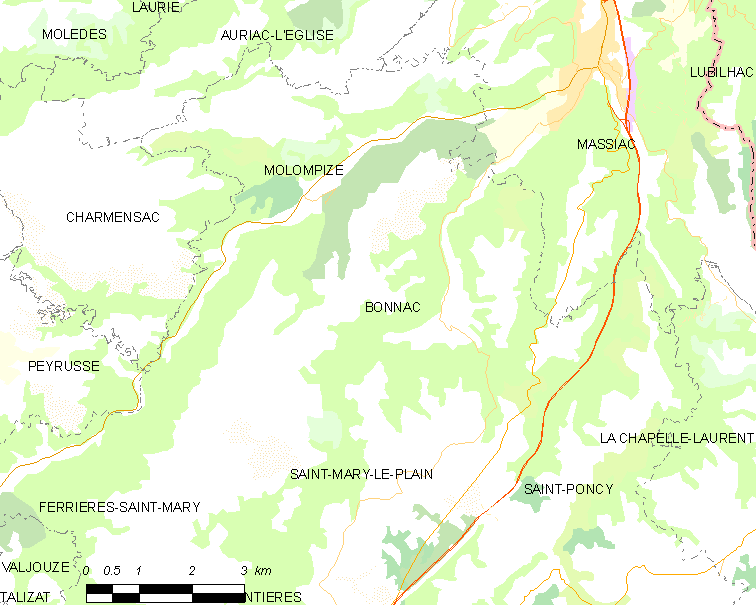
的OSM定位图

博纳克的时区为UTC+01:00、UTC+02:00（夏令时）。

## 行政
博纳克的邮政编码为15500，INSEE市镇编码为15022。

## 政治
博纳克所属的省级选区为圣弗卢尔第一县。

## 人口

1962-2008年间人口变化图示

博纳克于2022年1月1日时的人口数量为160人。